# 26 يوليو
- السبت
- الأحد
- الاثنين
- الثلاثاء
- الأربعاء
- الخميس
- الجمعة

- 283 محرم 1447  هـ
- 294 محرم 1447  هـ
- 305 محرم 1447  هـ
- 16 محرم 1447  هـ
- 27 محرم 1447  هـ
- 38 محرم 1447  هـ
- 49 محرم 1447  هـ
- 510 محرم 1447  هـ
- 611 محرم 1447  هـ
- 712 محرم 1447  هـ
- 813 محرم 1447  هـ
- 914 محرم 1447  هـ
- 1015 محرم 1447  هـ
- 1116 محرم 1447  هـ
- 1217 محرم 1447  هـ
- 1318 محرم 1447  هـ
- 1419 محرم 1447  هـ
- 1520 محرم 1447  هـ
- 1621 محرم 1447  هـ
- 1722 محرم 1447  هـ
- 1823 محرم 1447  هـ
- 1924 محرم 1447  هـ
- 2025 محرم 1447  هـ
- 2126 محرم 1447  هـ
- 2227 محرم 1447  هـ
- 2328 محرم 1447  هـ
- 2429 محرم 1447  هـ
- 2530 محرم 1447  هـ
- 261 صفر 1447  هـ
- 272 صفر 1447  هـ
- 283 صفر 1447  هـ
- 294 صفر 1447  هـ
- 305 صفر 1447  هـ
- 316 صفر 1447  هـ
- 17 صفر 1447  هـ

26 يوليو أو 26 تمُّوز أو 26 يوليه أو يوم 26 \ 7 (اليوم السادس والعشرون من الشهر السابع) هو اليوم السابع بعد المئتين (207) من السنوات البسيطة، أو اليوم الثامن بعد المئتين (208) من السنوات الكبيسة وفقًا للتقويم الميلادي الغربي (الغريغوري). يبقى بعده 158 يوما لانتهاء السنة.

## أحداث
- 657 - وقوع معركة صفين، على ضفاف نهر الفرات بالعراق، بين جيش خليفة المسلمين علي بن أبي طالب، وجيش والي الشام معاوية بن أبي سفيان، وقد استمرت الاشتباكات بينهم ثلاثة أيام وانتهت دون حسم.
- 1309 - هنري السابع يُعترف به ملك الرومان من البابا كليمنت الخامس.
- 1555 - البابا بولس الرابع يأمر بحشر يهود روما في جيتو ومنعهم من العيش بين غيرهم، بسبب اتهامهم بالفساد.
- 1670 - آخر يهودي يغادر فيينا بعد قرار بطرد اليهود منها.
- 1788 - نيويورك تصبح الولاية الحادية عشر في الولايات المتحدة الأمريكية.
- 1891 - فرنسا تضم جزيرة تاهيتي أكبر جزر بولينزيا الفرنسية.
- 1908 - تأسيس مكتب التحقيقات الفيدرالي «FBI» بقيام المدعي العام تشارلز بونابرت بأمر مجموعة من المحققين الفيدراليين المعينين حديثًا بأن يرسلوا تقاريرهم إلى المفتش العام «ستانلي فينش» بوزارة العدل.
- 1911 - القوات الفرنسية تدخل مدينة فاس لإجهاض الثورة التي تشهدها المدينة إلى جانب العديد من المدن المغربية للاحتجاج على الظلم الذي يمارسه الاحتلال الفرنسي.
- 1939 - واشنطن تفض المعاهدة التجارية مع اليابان.
- 1941 - الرئيس الأمريكي فرانكلين روزفلت يصدر قراراً بتجميد كافة الأرصدة اليابانية في البنوك الأمريكية وذلك ردًا على قيام اليابان باحتلال الهند الصينية الفرنسية.
- 1945 -
  - هزيمة حزب المحافظين الذي يرأسه ونستون تشرشل في الانتخابات العامة، ما منح الفرصة لحزب العمال لكي يحقق الأغلبية لأول مرة في تاريخ انتخابات المملكة المتحدة.
  - انتهاء أعمال مؤتمر بوتسدام.
- 1952 - ملك مصر والسودان فاروق الأول يتنازل عن العرش لابنه الأمير أحمد فؤاد ويعين مجلس وصاية على العرش برئاسة الأمير محمد عبد المنعم ويغادر بعد ذلك مصر ومعه زوجته الملكة ناريمان وبقية أفراد أسرته بما فيها الملك الجديد أحمد فؤاد، ويأتي ذلك بعد أيام من قيام ثورة 23 يوليو.
- 1956 - الرئيس المصري جمال عبد الناصر يؤمم قناة السويس.
- 1959 – مقتل الزعيم النقابي الجزائري عيسات إيدير بعد تأثره بالتعذيب الذي تعرض له من قبل الفرنسيين طوال شهر كامل.
- 1963 - زلزال عنيف يضرب مدينة إسكوبية اليوغسلافية أدى إلى مصرع الآلاف من الأشخاص.
- 1970 - الأردن يعلن موافقته على مبادرة وزير الخارجية الأمريكي وليام روجرز لحل النزاع بين الدول العربية وإسرائيل.
- 1994 - انفجار سيارة مفخخة أمام مقر القنصلية الإسرائيلية في لندن أسفر عن إصابة 8 أشخاص.
- 2005 - الإفراج عن قائد القوات اللبنانية سمير جعجع بعد صدور قانون عفو عام من مجلس النواب اللبناني وذلك بعد قضائه أحدَ عشرَ عاماً في سجن تحت الأرض بمبنى وزارة الدفاع.
- 2016 -
  - الطائرة العاملة بالطاقة الشمسيَّة سولار إمپلس تحط في أبوظبي مُكملةً رحلتها حول الأرض بعد أكثر من 16 شهرًا من انطلاقها، لِتكون أوَّل طائرة من نوعها تُحقق هذا الإنجاز.
  - الحكومة البورمية تصدر بيانات التعداد السكاني الخاصة بالدين والعرق بعد تأخر دام سنتين، مظهرةً تراجعًا في نسبة مسلمي البلاد بسبب أعمال العنف والاضطهادات المستمرة منذ سنوات.
- 2018 - وفاة 80 شخصاً على الأقل وإصابة أزيد من 22.000 آخرين جرّاء موجة حرّ قويّة تَجتاحُ اليابان.
- 2020 - عدد الإصابات المؤكدة بجائحة كورونا يتخطّى حاجز 16 مليون شخص حول العالم، من بينهم أكثر من 644 ألف حالة وفاة وحوالي تسعة ملايين و262 ألف حالة تماثلت للشفاء.
- 2023 - انقلاب عسكري في النيجر يطيح بالرئيس محمد بازوم، وسط رفض إفريقي ودولي.
- 2024 - انطلاق حفل افتتاح النسخة الثالثة والثلاثين من الألعاب الأولمبية الصيفية بمدينة باريس.

## مواليد
- 1612 - مراد الرابع، سلطان عثماني.
- 1829 - أوجست ماري فرنسوا برناريت، رئيس وزراء بلجيكا حاصل على جائزة نوبل للسلام عام 1909.
- 1842 - ألفرد مارشال، اقتصادي بريطاني.
- 1856 - جورج برنارد شو، كاتب مسرحي وناقد أيرلندي حاصل على جائزة نوبل في الأدب عام 1925.
- 1865 - فيليب شايدمان، مستشار ألمانيا.
- 1875 - كارل يونغ، عالم سويسري في علم النفس.
- 1899 - محمد مهدي الجواهري شاعر عراقي
- 1922 - جيسون روباردس، ممثل أمريكي.
- 1923 ـ محمد حمدي النشار، وزير مالية مصري سابق والرئيس الرابع لجامعة أسيوط.
- 1928 -
  - ستانلي كوبريك، مخرج ومنتج وكاتب أمريكي.
  - فرانشيسكو كوسيغا، رئيس إيطاليا.
  - شوقي بغدادي، شاعر وكاتب قصصي سوري.
- 1936 - سيد عبد الكريم، ممثل مصري.
- 1939 - جون هوارد، رئيس وزراء أستراليا.
- 1942 - فلاديمير ميتشيار، رئيس وزراء سلوفاكيا.
- 1945 - هيلين ميرين، ممثلة إنجليزية.
- 1949 -
  - روجر تايلور، عضو فرقة كوين.
  - تاكسين شيناواترا، رئيس وزراء تايلاند.
- 1955 - آصف علي زرداري، رئيس باكستان.
- 1952 - محمد إسماعيل المقدم، داعية إسلامي مصري.
- 1957 - نانا فيسيتور، ممثلة أمريكية.
- 1959 - كيفين سبيسي، ممثل أمريكي.
- 1964 - ساندرا بولوك، ممثلة أمريكية.
- 1967 - جيسون ستاثام ممثل إنجليزي وغطاس سابق.
- 1968 - أوليفيا ويليامز، ممثلة إنجليزية.
- 1973 - كيت بيكينسيل، ممثلة إنجليزية.
- 1976 - عزة مجاهد، ممثلة مصرية وهي ابنة الراقصة فيفي عبده.
- 1977 - مارتن لاورسن، لاعب كرة قدم دنماركي.
- 1984 - صبري صاري أوغلي، لاعب كرة قدم تركي.
- 1985 - غايل كليشي، لاعب كرة قدم فرنسي.
- 1986 - ماجد خزيم، لاعب كرة قدم كويتي.

## وفيات
- 796 - أوفا، ملك مرسيا.
- 1830 - جورج الرابع، ملك المملكة المتحدة وهانوفر.
- 1863 - سام هيوستن، سياسي أمريكي.
- 1925 - وليام جيننغز بريان، سياسي أمريكي.
- 1929 - عبد الرحمن القصار، شاعر وناثر وملحن سوري.
- 1934 - وينسر مكاي، رسام أمريكي.
- 1936 - عبد الله العلمي، فقيه مسلم وشاعر ومدرس فلسطيني.
- 1959 - عيسات إيدير، أمين عام الاتحاد العام للعمال الجزائريين.
- 1984 - محمد عزة دروزة، مفكر وكاتب ومناضل قومي عربي فلسطيني.
- 1986 - أفيريل هاريمان، ديبلوماسي ورجل أعمال وسياسي أمريكي.
- 1987 - توفيق الحكيم، كاتب وأديب مصري.
- 1996 - عبد الرحمن الضويحي، شاعر وممثل كويتي.
- 2012 - محمد عارف السعيد، مذيع ومدبلج سوري
- 2015 - محمد اللنجاوي، إعلامي ومعلق رياضي قطري.
- 2016 - محمد خان، مخرج مصري.

## أعياد ومناسبات
- عيد الاستقلال في ليبيريا.
- عيد الاستقلال في جزر المالديف.

## وصلات خارجية
- وكالة الأنباء القطريَّة: حدث في مثل هذا اليوم.
- النيويورك تايمز: حدث في مثل هذا اليوم.
- BBC: حدث في مثل هذا اليوم.